# 张忻鑫
张忻鑫（1977年11月—），天津宝坻人，中国警察，中共党员，高级工程师，天津市公安局刑事侦查局十三支队九大队大队长，全国先进工作者、中国特级优秀人民警察，毕业于中国刑事警察学院。

## 生平
1977年11月，生于天津宝坻。2000年，从中国刑事警察学院痕迹检验专业毕业，来到天津市公安局刑侦总队十三支队从事痕迹检验工作。2017年5月，获得“全国特级优秀人民警察”荣誉称号。2017年9月，获得全国公安百佳刑警。2018年，当选为第十七届天津人大人大代表。2020年11月24日，获得全国先进工作者荣誉称号。2022年，成为北京冬奥会开幕式传递国旗代表。先后荣立个人一等功1次、二等功1次、三等功4次。